# Kétéves növény

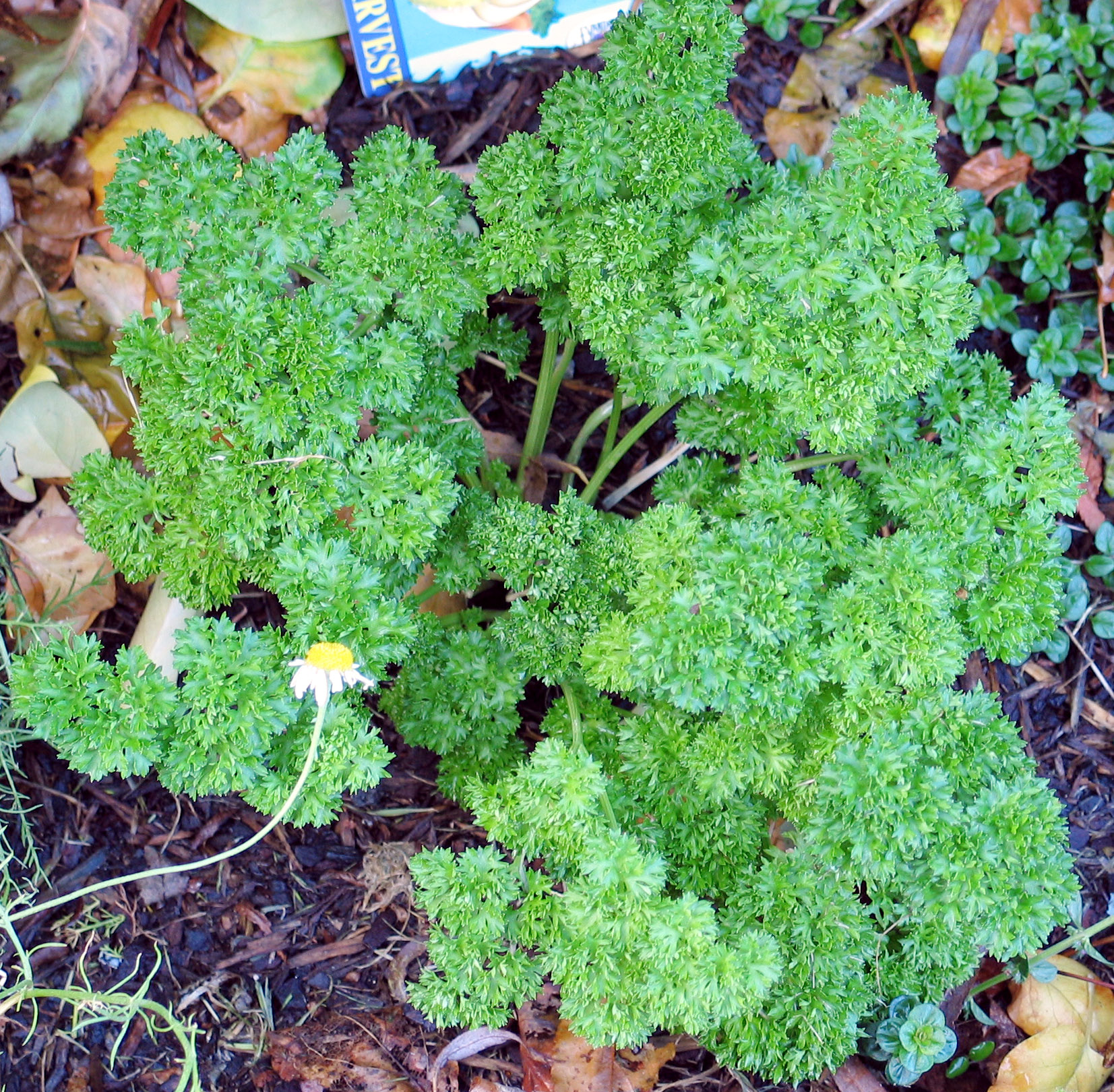
A petrezselyem egy kétéves növény

Kétéves növénynek vagy kétnyári növénynek a botanikában az olyan lágy szárú növényeket nevezzük, melyek életciklusához két évre van szükség. Az első évben a növény kifejleszti a vegetatív szerveit (levelek, szár, gyökerek), majd a hidegebb időszakban nyugalmi állapotba kerül. Ilyenkor a szár rövid marad, a levelek a földre lapulnak, tőlevélrózsát alkotva. Sok fajnak vernalizációra (jarovizációra) van szüksége mielőtt magszárat hozna (azaz virágzás előtt alacsony hőmérsékletnek kell kitenni őket). A következő tavasszal vagy nyáron a kétéves növény szára megnyúlik, virágzik, termést és magokat hoz, végül elpusztul. Jóval kevesebb kétéves növényt ismerünk, mint akár egyéves vagy évelő növényt. Egyes rövid élettartamú évelő növények kétévesnek tűnhetnek; ám a valódi kétéves növények csak egyszer hoznak virágot, míg a legtöbb évelő növény kifejlődése után minden évben virágzik.
A Raunkiær-féle életforma-osztályozás szerint hemitherophyták.

## Néhány ismertebb faj
- Hagyma
- Káposzta
- Sárgarépa
- Petrezselyem
- Édeskömény
- Mángold
- Kerti holdviola
- Mályvarózsa
- Gyűszűvirág
- Molyhos ökörfarkkóró

## Fordítás
- Ez a szócikk részben vagy egészben  a   Biennial plant című angol Wikipédia-szócikk ezen változatának fordításán alapul.  Az eredeti cikk szerkesztőit annak laptörténete sorolja fel. Ez a jelzés csupán a megfogalmazás eredetét és a szerzői jogokat jelzi, nem szolgál a cikkben szereplő információk forrásmegjelöléseként.